# Le Droit de tuer (film, 1951)
Pour les articles homonymes, voir Le Droit de tuer.
Pour plus de détails, voir Fiche technique et Distribution.
Le Droit de tuer (The Unknown Man) est un film de procès américain en noir et blanc réalisé par Richard Thorpe, sorti en 1951.

## Synopsis
Dwight Bradley Mason, un avocat respecté, reçoit la visite d'un ancien camarade de classe, Wayne Kellwin, un avocat pénaliste qui lui demande de défendre un certain Rudi Wallchek, accusé de vol et de meurtre. Il finit par accepter lorsqu'il apprend que le procureur Joe Bucknor veut demander la peine de mort. Il arrive à le faire acquitter mais après il découvre qu'en fait Rudi lui a joué la comédie et qu'il est bien le coupable... 

## Fiche technique
- Titre : Le Droit de tuer
- Titre original : The Unknown Man
- Réalisation : Richard Thorpe
- Scénario : Ronald Millar (en) et George Froeschel
- Direction artistique : Cedric Gibbons, Randall Duell
- Décors : Edwin B. Willis, Jacques Mapes
- Costumes : Helen Rose
- Photographie : William C. Mellor
- Son : Douglas Shearer
- Montage : Ben Lewis
- Musique : Conrad Salinger
- Production : Robert Thomsen
- Société de production : Metro-Goldwyn-Mayer
- Société de distribution : Loew's Inc.
- Pays de production : États-Unis
- Langue originale :  anglais
- Format : noir et blanc — 35 mm — 1,37:1 -  son : Mono (Western Electric Sound System)
- Genre : Film noir
- Durée : 86 min
- Dates de sortie : 
  - États-Unis : 16 novembre 1951
  - France : 11 juin 1954

## Distribution
- Walter Pidgeon : Dwight Bradley 'Brad' Masen
- Ann Harding : Stella Masen
- Barry Sullivan : Joe Bucknor, le District Attorney
- Keefe Brasselle : Rudi Wallchek
- Lewis Stone : le juge James V. Hulbrook
- Eduard Franz : Andrew Jason 'Andy' Layford
- Richard Anderson : Bob Masen
- Dawn Addams : Ellie Fansworth
- Philip Ober : Wayne Kellwin
- Konstantin Shayne : Peter Hulderman
- Mari Blanchard : Sally Tever
- Don Beddoe : Ed, techinicien des empreintes digitales

Parmi les acteurs non crédités
- Mae Clarke : copine de Stella
- King Donovan : journaliste
- Bess Flowers : invité au cocktail
- Robert Foulk : Sam, adjoint du District Attorney
- Dabbs Greer : conducteur de l'ambulance
- Richard Hale : invité au cocktail
- Holmes Herbert : Révérend Michael
- Anna Q. Nilsson : invité au cocktail